# SN 2003je
SN 2003je – supernowa typu II odkryta 25 października 2003 roku w galaktyce NGC 2668. W momencie odkrycia miała maksymalną jasność 18,10m.